# John Brown (baloncestista de 1992)
John Edward Brown III (Jacksonville, Florida, 28 de enero de 1992) es un jugador de baloncesto estadounidense  que pertenece a la plantilla del Estrella Roja de la ABA Liga. Con 2,03 metros de estatura, juega en la posición de alero.

## Trayectoria deportiva

### Universidad
Jugó durante cuatro temporadas con los Panthers de la Universidad de High Point, en las que promedió 18,7 puntos, 6,7 rebotes y 1,5 asistencias por partido. Fue incluido en el mejor quinteto de la Big South Conference en las cuatro temporadas que disputó, siendo además elegido Novato del Año en 2013, Jugador del Año en 2014 y 2016, y Defensor del Año también en 2016.

### Profesional
Tras no ser elegido en el Draft de la NBA de 2016, jugó las Ligas de Verano con los Charlotte Hornets, El 12 de agosto firmó contrato con el Pallacanestro Virtus Roma de la Serie A2 italiana.
A pesar de aterrizar con 24 años en el baloncesto italiano, no acusó el cambio y firmó unos números de 19.9 puntos, 8 rebotes y 1,9 robos por encuentro. 
En la temporada 2017-18 firma por el Universo Treviso Basket de la misma categoría. 
En verano de 2018, firma por el New Basket Brindisi de la máxima categoría del pallacanestro. En el equipo de Brindisi estuvo dos años y firmó unos números de 14,3 puntos, 6,4 rebotes y 1 robo por encuentro en su primera campaña y unos números similares en la segunda temporada, que le valieron para firmar en 2020 por UNICS Kazán de la VTB League.
El 11 de abril de 2022, firma por el Basket Brescia Leonessa de la Lega Basket Serie A italiana.
El 17 de abril de 2022 se anuncia su fichaje por el AS Mónaco de la LNB Pro A francesa.
Al término de la temporada 2023-24, tras una lesión en el hombro que le mantendría alejado de las pistas hasta enero de 2025, se desincula del equipo monegasco. El 9 de diciembre de 2024 ficha por el Estrella Roja de la ABA Liga por una temporada con opción a una segunda.